# Zynga Dallas
Zynga Dallas (anteriormente Bonfire Studios) foi uma empresa de desenvolvimento de jogos eletrônicos sediada em Dallas, Texas. Depois que a Ensemble Studios foi fechada pela Microsoft em 2009, a Bonfire Studios foi uma das quatro empresas fundadas por ex-funcionários da Ensemble. Os co-fundadores da Bonfire foram Bill Jackson, David Rippy, Scott Winsett e Stephen Rippy.
No final de julho de 2010, a equipe lançou We Farm para iOS. Em 5 de outubro de 2010, a Bonfire Studios foi adquirida pela Zynga e renomeada como Zynga Dallas. Seu primeiro projeto foi CastleVille, lançado em 2011.
O estúdio foi fechado como parte das demissões em massa em todo o mundo por sua empresa-mãe em 2013.
Imediatamente após o fechamento da Zynga Dallas, a Boss Fight Entertainment foi fundada por ex-funcionários dela em junho de 2013.